# История почты Кёнигсберга
История почты Кёнигсберга охватывает приблизительно 500-летний период существования почтовой службы в Кёнигсберге (нем. Königsberger Postwesen) в Восточной Пруссии.

## Развитие почты

### Орденский период
История почты Кёнигсберга начала свой отсчёт с XIV века, со службы посыльных, основанной Тевтонским орденом. Центральный пункт службы находился в Мариенбурге, столице орденского государства в 1309—1457 годах.
В 1457 году столица была перенесена в Кёнигсберг, вместе с ней в город переехало и центральное управление почтовой службы.

### Прусское герцогство и королевство
В 1525 году Тевтонское государство перестало существовать и было образовано Прусское герцогство. С этого года для размещения почтового управления начали использовать Замок Кёнигсберг, в котором для этого оборудовали специальное помещение, постштубе ():

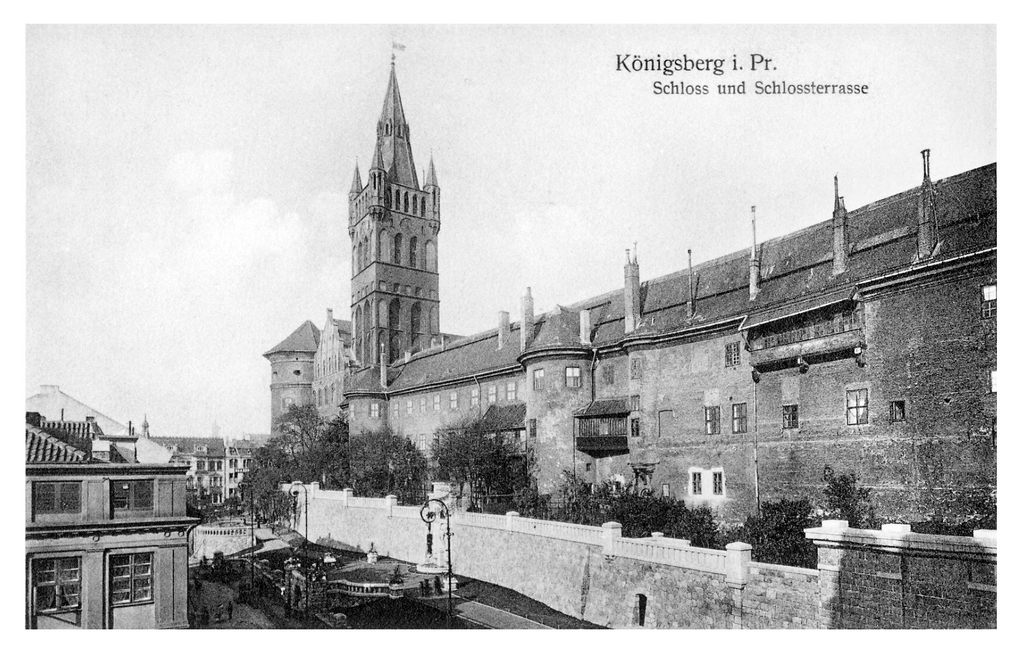
Открытка с видом Замка Кёнигсберга, в котором располагалось Верховная дирекция почт
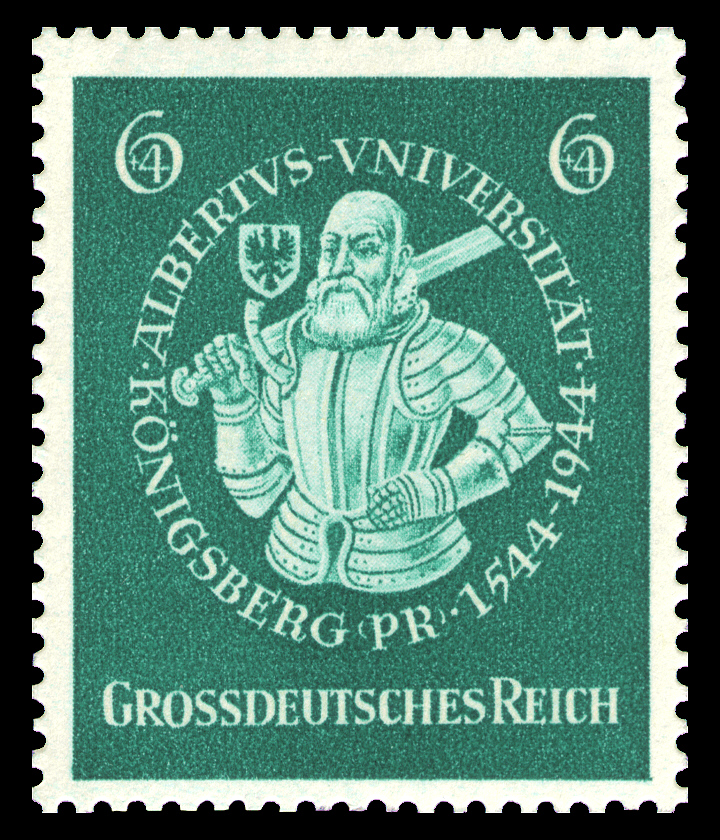
Альбрехт, последний великий магистр Тевтонского ордена и первый герцог Пруссии, на марке Третьего рейха, посвящённой 400-летию Университета Кёнигсберга (1944)

В 1618 году, после объединения Пруссии с маркграфством Бранденбург, управление почты перевели в Берлин. Кёнигсбергу была отведена второстепенная роль.
В 1640-е годы, в период Тридцатилетней войны, в Кёнигсберге существовала «драгунская» почта, находившаяся в распоряжении курфюрста. Почта использовалась для доставки военных распоряжений и дипломатических сообщений.
В период русского присутствия в Восточной Пруссии во время Семилетней войны (1758—1762) кёнигсбергская почта получила официальное название «Российская императорская придворная почта». Немецкая почтовая администрация оставалась на своих местах, и почта продолжала действовать.

### XIX век
В 1849 году для городской почты выстроили здание Главпочтамта на месте выкупленного в 1847 году дома престарелых. Здание располагалось на улице Постштрассе (Poststraße — Почтовая улица), рядом с замком. В 1850 году в Кёнигсберге были выпущены первые прусские почтовые марки.
20 июля 1853 года открылась первая телеграфная линия Кёнигсберг — Браунсберг (ныне город Бранево в Польше). В 1854 году Кёнигсберг был соединён телеграфом с городами Российской империи.
С 1894 года в торговле использовалась частная Ганзейская почта (Hansa-Privatpost, размещавшаяся в здании Новой биржи у Зелёного моста:

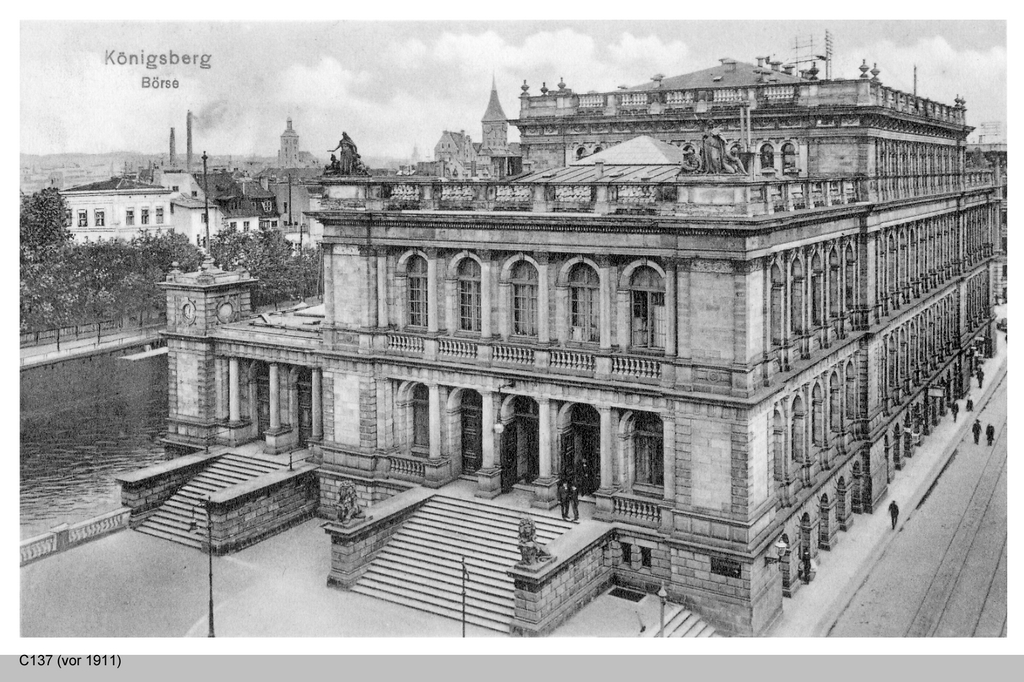
Здание биржи на открытке

Уже четыре года спустя, в 1900 году, почта Ганзы прекратила свою работу.

### Первая половина XX века
В 1902 году неподалеку от старого здания почтамта, на площади Гезекус-платц (Gesekus Platz), было построено новое здание телеграфа и почтамта, выполненное в неоготическом стиле:

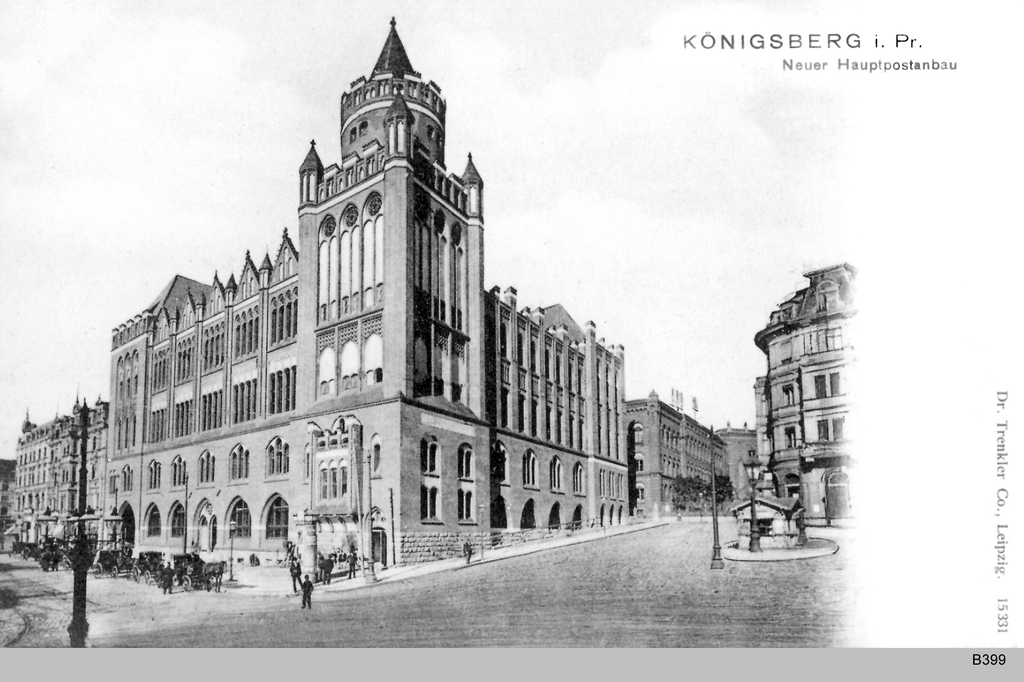
Новое здание Главпочтамта на открытке

В 1916 году построили неоклассическое здание Главной почтовой дирекции (или Верховной дирекции почт; Oberpostdirektion) Кёнигсберга, на пересечении Ганзаринг (Hansaring) и Брамсштрассе (Brahmsstraße). По состоянию на 1 января 1940 года, Главная почтовая дирекция должна была обслуживать 25 почтамтов и правительственных учреждений.
В 1917—1923 годах в Кёнигсберге существовала Шулер-пост (Schulerpost) — юношеская неформальная местная почта.
В 1926 году в Кёнигсберге появилось здание Управления почтово-чековых расчетов. Здание находилось на пересечении Дойчорденринг (Deutschordenring) и Книпродештрассе (Kniprodestraße).
Здание Главпочтамта и телеграфа сильно пострадало в результате бомбардировок города авиацией союзников в 1944 году.
В 1945 году почта Кёнигсберга прекратила своё существование. На момент штурма Кёнигсберга советскими войсками в 1945 году в городе было 23 почтовых отделения.

## Исторические здания

### Здание нового телеграфа
В 1948 году уцелевшие части здания телеграфа на бывшей Гезекус-платц послужили съёмочной площадкой советского фильма «Встреча на Эльбе». В период 1958—1959 годов существовали планы по восстановлению разрушенного здания. Однако в 1963 году руины были разобраны. На месте здания, на Ленинском проспекте, был построен Дом связи:

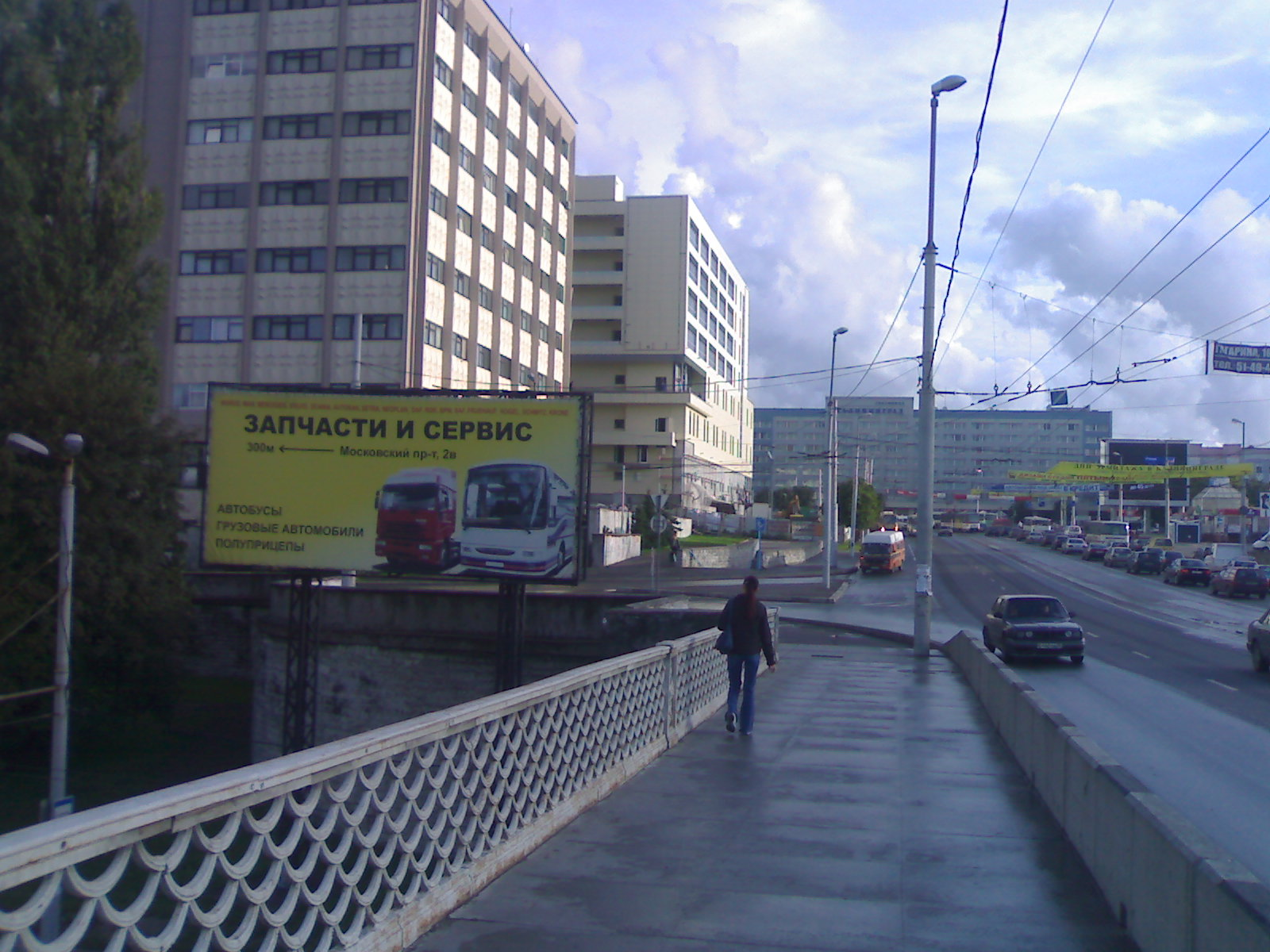
Дом связи (слева)

### Здание Главной почтовой дирекции
Здание Главной почтовой дирекции Кёнигсберга сохранилось и находится под защитой государства. По состоянию на 2017 год, в нём располагается штаб Балтийского флота Российской Федерации (ул. Грекова, 2):

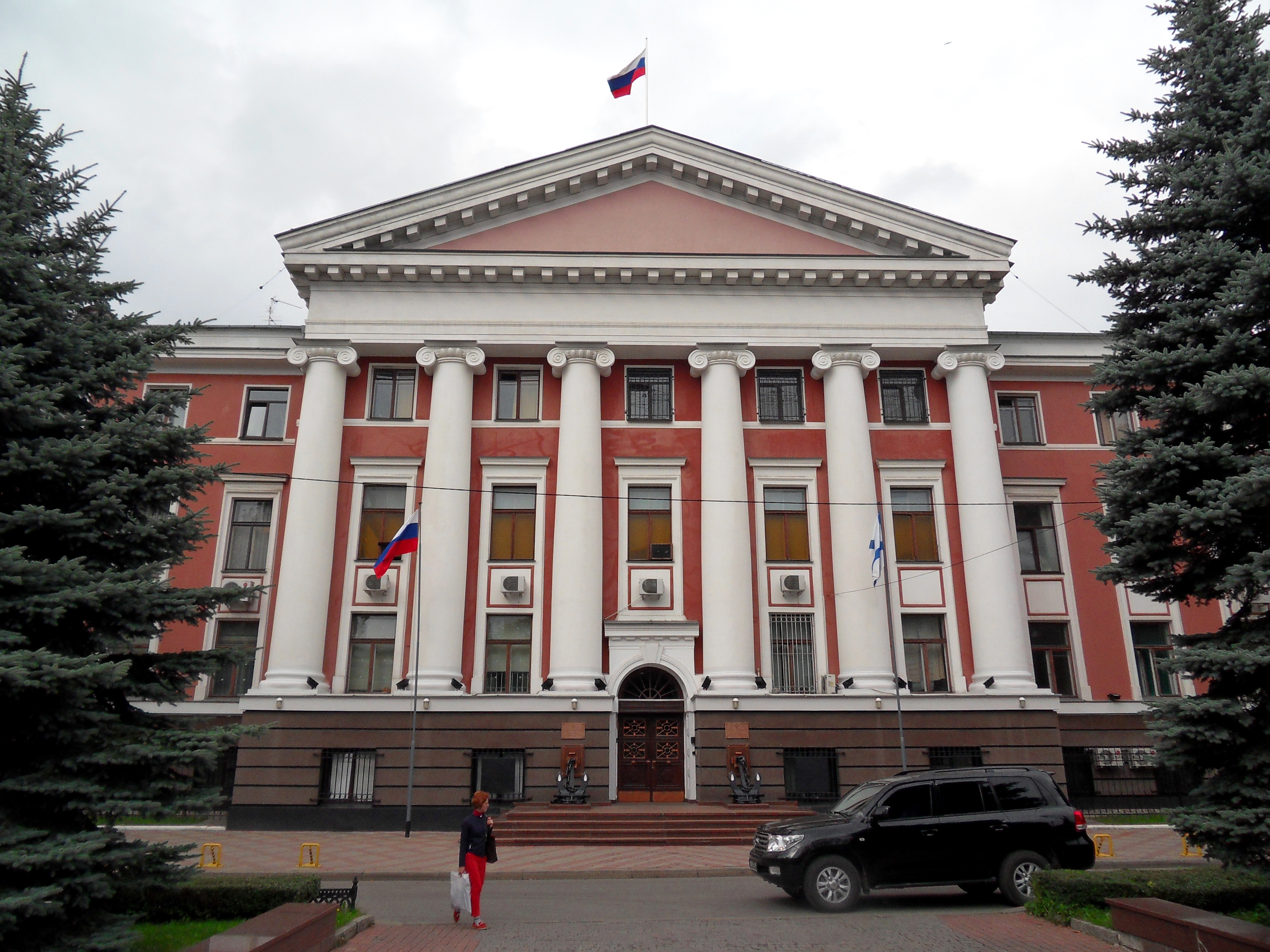
Бывшее здание Главной почтовой дирекции

### Здание Управления почтовых переводов
Здание Управления почтовых переводов сохранилось и находится под защитой государства. По состоянию на 2017 год, в здании располагается «Янтарьэнерго» (ул. Театральная, 34):

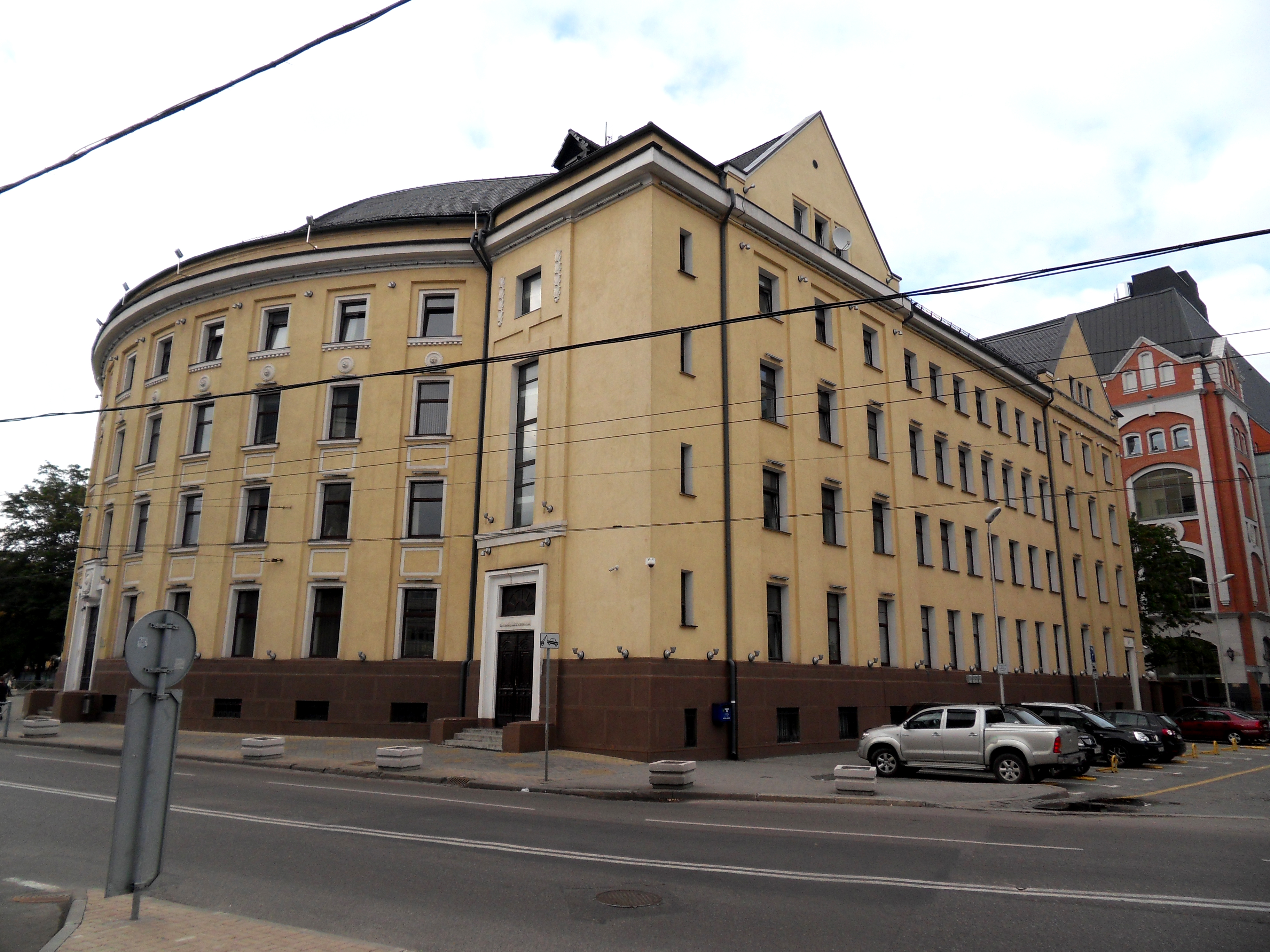
Здание «Янтарьэнерго»